# Inga oerstediana
Inga oerstediana ist eine Baumart aus der Unterfamilie der Mimosengewächse (Mimosoideae). Sie ist in Mittel- und Südamerika beheimatet.

## Beschreibung
Inga oerstediana ist ein bis zu 30 Meter hoher Baum mit grauer Rinde und korkwarzigen, flaumig behaarten Zweigen. Die unterseits rostrot feinflaumig behaarten Blätter sind drei- bis fünffach paarig gefiedert, die Blättchen breit elliptisch bis verkehrt eiförmig. Das äußerste Blättchenpaar ist 11 bis 20 Zentimeter lang und 5 bis 11 Zentimeter breit, das innerste 3,5 bis 11 Zentimeter lang und 2 bis 6 Zentimeter breit.
Die Blattrhachis ist 6 bis 21 Zentimeter lang, ungeflügelt oder geflügelt und im Querschnitt zylindrisch. Die Drüsen weisen quer verlaufende, breite Wulste auf. Die Nebenblätter sind 2 bis 3 Millimeter lang und hinfällig.
Die Blütenstände entspringen den Blattachseln oder den Achseln unausgebildeter Blätter und stehen meist in Gruppen aus ein bis drei dichten Ähren. Der Schaft ist 1 bis 9 Zentimeter lang und feinflaumig behaart, die Rhachis 1 bis 4 Zentimeter lang. Die Blüten sind bräunlich-grün bis grünlich-gelb, die Staubblätter weiß. Die Früchte sind zylindrisch, 20 bis 30 Zentimeter lang und 1 bis 2,5 Zentimeter breit und rostrot feinflaumig behaart.
Die Chromosomenzahl beträgt 2n = 26.

## Verbreitung
Inga oerstediana ist heimisch von Mexiko über die Antillen bis ins westliche Südamerika und Bolivien, sie besiedelt Regenwälder des Tief- und Hochlands.

## Systematik und Botanische Geschichte
Die Art wurde 1853 von George Bentham erstbeschrieben.